# Mini-Me
Mini-Me (Mini-yo en España) es un personaje que fue interpretado por Verne Troyer en la segunda y tercera película de Austin Powers: Austin Powers: The Spy Who Shagged Me y Austin Powers in Goldmember.

## Historia
Antes de que Dr. Maligno fuese devuelto en el tiempo a 1969, sus "minions" le hacen un clon. El clon fue idéntico en cada manera, pero fue de "un-octavo de su medida". Al ser presentado a su clon, el Dr. Maligno inmediatamente declara, "Asombroso. Le llamaré... Mini-Me".
Mini-Me casi no tiene ningún diálogo en las películas, más allá de un ocasional asustado "Eeeee!". De otra manera, es silencioso excepto cuándo él hace su risa del mal con Dr. Maligno. A él también le gusta la sincronización labial en la ocasional línea cuando el Dr. Maligno rapea. A principios de Goldmember, el Dr. Maligno le dice "Utiliza nuestras palabras como un clon de chico grande!". En un punto, le pide al Dr. Maligno un abrazo después de conocer a Gordo Bastardo, quién le quiere comer. Mini-Me a menudo utiliza el dedo medio como medio de insultar a alguien (incluso aunque sólo lo utilice una vez durante la tercera película). En muchas otras ocasiones, Mini-Me prefiere expresarse a través de notas escritas.
Mini-Me tiene una mascota llamada Mini-Señor Bigglesworth, el cual sólo aparece una vez en la serie, en el cual Mini Me trata de roer su oreja. Mini Señor Bigglesworth es una versión de gatito del gato de Dr. Maligno. Le encanta el chocolate y aterrorizar a Scott Malito, el hijo de Dr. Malito y su rival para su afecto. Es a veces referido y tratado como perro u otros objetos pequeños. Scott se refiere a él como "Aquello pequeño vicioso... Chihuahua Cosa". Austin dice, a Mini-Me siendo noqueado, "Pobre pequeño tío... Es como un perro o algo." En las escenas de apertura de la tercera película, el Dr. Maligno utiliza una correa para evitar que Mini-Me ataque a Scott, diciendo, "Tacón, Mini-Me! Tacón!" También tiende a olfatear cosas aleatorias. Nigel Powers, al verle, le dice "Caray, pensé que olía a repollo," pensando es un carny (refiriendo atrás a un sofismo de la primera película de Austin Power). Mini-Me es apropiadamente confundido por el comentario.
A pesar de su medida pequeña, Mini-Me es un luchador potente y eficaz, dándole una vez a Austin Power una considerable paliza, hasta el espía aprovechó su medida pequeña, y lo expulsa fuera al espacio a través de un lavabo. A pesar de ser un clon del Dr. Maligno, Mini-Me es mostrado como un ser lejano más fuerte y más duro que su más contraparte mayor, como se muestra en Goldmember cuándo ellos hacen levantamiento de pesas en prisión. También recibe una considerable paliza cen Goldmember, en la que Powers lo ata con una funda de almohada y golpea a través de estantes y mesas de vidrio, solo para levantarse sin un rasguño..
Una memorable aparición tiene al pasarle una serie de notas a Foxxy Cleopatra, primero declarando que es tan bonita, ella tiene que ser el clon de un ángel. Cuándo ella sonrié discrepando, la segunda nota le pregunta si ella esta segura de no tener un clon. La tercera preguntando si a ella le gusta. Como se ve por la reacción de Nigel Powers a los genitales de Mini-Me ("¡Mi palabra! ¡Eres un trípode!" Y "Si alguna vez te cansas, puedes usarla como soporte"), parece tener un pene grande, que también puede o no caer bajo la regla "1/8". Él usa esto como una ventaja al final de Goldmember cuando obtiene el número de teléfono celular de Britney Spears.
En la película dentro de una película en Goldmember, respectivamente Austinpussy, su rol es interpretado en el cameo por Danny DeVito.
Mini-Me Ha tiene un breve cameo en el vídeo de música para la canción de Madonna, "Bello Desconocido".